# 2 Księga Królewska

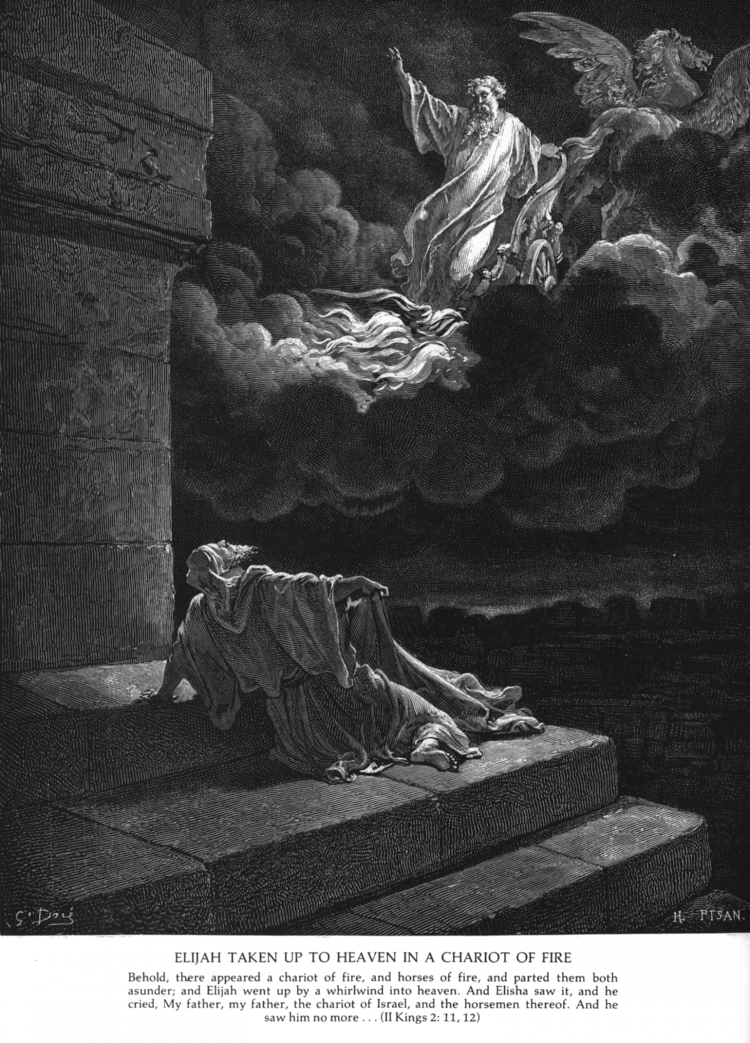
Gustave Doré Eliasz wstępuje ku niebu 2 Krl 2:11

Druga Księga Królewska [2 Krl], Druga Księga Królów, (hebr. מְלָכִים ב Melakhim 2) w Septuagincie Czwarta Księga Królewska jest kontynuacją sprawozdania z Pierwszej Księgi Królewskiej, opisuje dalszy ciąg burzliwych dziejów królestwa Izraela i Judy, opisuje panowanie 29 monarchów – 12 władców północnego królestwa Izraela oraz 17 panujących w południowym królestwie Judy. Ukazuje też działalność proroków Eliasza, Elizeusza, i Izajasza. Przedstawia, choć nie zawsze w porządku chronologicznym, wydarzenia poprzedzające zniszczenie Samarii i Jerozolimy.
Druga Księga Królewska pierwotnie stanowiła razem z Pierwszą Księgą Królewską jeden zwój i w języku hebrajskim nosiła nazwę Melachim (Królowie). Tłumacze Septuaginty nazwali ją Basileíon (Królestwa) i dla wygody pierwsi podzielili ją na dwa zwoje. Później księgi te nazwano Trzecią oraz Czwartą Księgą Królewską i po dziś dzień można je znaleźć pod takimi tytułami w niektórych katolickich przekładach. Najczęściej jednak znane są jako Pierwsza i Druga Księga Królewska (lub Królów).

## Treść
- Wersety od 1,1 do 8,29
  - Król Izraela Ochozjasz uległ w swoim domu wypadkowi i zachorował. Od proroka Eliasza dowiedział się, że umrze, ponieważ nie zwrócił się o pomoc do Boga Jahwe, lecz do boga Ekronu i tak też się stało. Potem na tron wstępuje jego brat Joram. W tym samym czasie władzę w Judzie sprawuje Jozafat. Eliasz zostaje zabrany w wichrze, a jego miejsce jako proroka zajmuje Elizeusz, który mu usługiwał. W czasie służby trwającej około 60 lat Elizeusz dokonuje wielu cudów.

Kiedy król Moabu buntuje się przeciwko Izraelowi, Joram, Jozafat i król Edomu wyruszają razem do bitwy. Przez wzgląd na wierność Jozafata Bóg daje im zwycięstwo. Później król Aramu zamierza znienacka uderzyć na Izrael. Jednak Elizeusz udaremnia ten plan. Rozsierdzony władca aramejski wysyła wojsko, aby schwytać proroka. Elizeusz dokonuje dwóch cudów i odprawia Aramejczyków w pokoju. Po pewnym czasie aramejski król Ben-Hadad oblega Samarię, wskutek czego w mieście zaczyna dotkliwie brakować pożywienia. Elizeusz zapowiada jednak koniec głodu.
Po jakimś czasie Elizeusz udaje się do Damaszku. Chory król Ben-Hadad posyła do niego Chazaela z pytaniem, czy wyzdrowieje. Elizeusz zapowiada, że król umrze, a tron po nim obejmie Chazael. Następnego dnia Chazael morduje swego pana, i przejmuje władzę. W Judzie królem zostaje syn Jozafata Joram, a potem z kolei jego syn Ochozjasz.
- Wersety od 9,1 do 25,30
  - Jehu zostaje namaszczony na króla na Izraelem. Natychmiast zaczyna wybijać domowników Achaba. Zręcznie usuwa z Izraela kult Baala. Kiedy matka Ochozjasza, Atalia, dowiaduje się o śmierci swego syna z rąk Jehu, zabija całe potomstwo królewskie Judy oraz zagarnia tron. Tylko synek Achazjasza, Joasz, zostaje ocalony i po sześciu latach spędzonych w ukryciu namaszczony na króla Judy. Pouczany przez kapłana Jojadę czyni to, co dobre w oczach Bożych.

Wszyscy królowie, którzy po Jehu rządzą w Izraelu, postępują niegodziwie. Elizeusz umiera śmiercią naturalną za panowania wnuka Jehu. Czwartym królem Judy po Joaszu zostaje Achaz, który postępuje wbrew Bogu. Jego syn Ezechiasz przeciwnie okazuje się królem, który lgnie do Boga. Kiedy Ezechiasz sprawuje władzę w Judzie, a Ozeasz w Izraelu, asyryjski król Salmanasar zdobywa Samarię i uprowadza Izraelitów na wygnanie do Asyrii. Potem na teren Izraela zostają sprowadzeni cudzoziemcy i pojawia się religia Samarytan.
Z siedmiu królów panujących w Judzie po Ezechiaszu – Manasses, Amon, Jozjasz, Joachaz, Jojakim, Jojakin, Sedecjasz – tylko Jozjasz stara się oczyścić kraj z fałszywego kultu. Ostatecznie w 587/586 r. p.n.e. Babilończycy zdobywają Jerozolimę i uprowadzają resztę Izraelitów na wygnanie.

## Autor
Autor księgi czy też kompilacji materiałów składających się na księgę nie jest określony.
Autorem mógł być Jeremiasz co sugeruje to podobieństwo języka, budowy i stylu. Wiele słów i wyrażeń hebrajskich występuje tylko w księgach Królewskich i Jeremiasza, a nie ma ich w pozostałej części Biblii. Księgi te w znacznej mierze się uzupełniają, jedna bowiem informuje o szczegółach, które pominięto w drugiej. Poza tym zawiera sprawozdania równoległe, na przykład 2 Krl 24,18 do 25,30 i Jr 39,1-10; 40,7 do 41,10; 52,1-34. Także tradycja żydowska potwierdza, iż pisarzem ksiąg 1. i 2. Królewskich był Jeremiasz. Kompilację obu tych ksiąg rozpoczął w Jerozolimie, a pracę nad drugą zakończył prawdopodobnie w Egipcie około roku 560 p.n.e., gdyż pod koniec swojego sprawozdania wspomina o wydarzeniach, które się rozegrały właśnie w tym roku (2 Krl 25,27). 2 Księga Królewska obejmuje okres, który rozpoczyna się za panowania Ochozjasza w Izraelu, kończy zaś w 37 roku panowania króla Jojakina na wygnaniu.

## Historyczność 2 Księgi Królewskiej

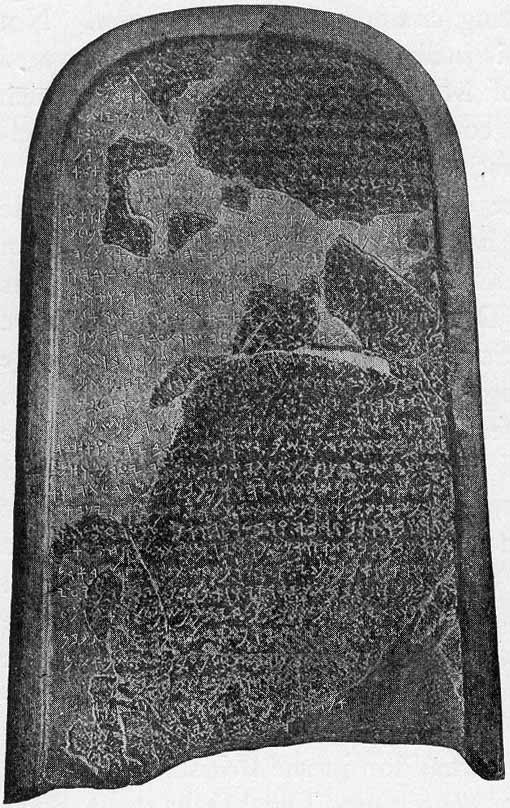
Stela władcy Moabu – Meszy

Znaleziska archeologiczne pozwalają na stwierdzenie historyczności przynajmniej części wydarzeń i postaci opisanych w 2 Księdze Królewskiej. Na przykład na steli Meszy przedstawiona jest z punktu widzenia tego moabskiego władcy wojna między Moabem a Izraelem (2 Krl 3, 4–5). Inskrypcja króla asyryjskiego Salmanasara III wymienia króla Achaba, czarny obelisk – Jehu, stela z Tell al-Rimah – Joasza, inskrypcje Tiglat-Pilesera III – Menachema i Pekacha, a kronika babilońska opisuje zdobycie Samarii.

## Odniesienia w innych księgach biblijnych
Niektóre wydarzenia opisane w 2 Księdze Królewskiej są wspominane w innych miejscach Pisma Świętego. Na przykład w Ewangelii według Łukasza 4,24–27 Jezus Chrystus mówi o Eliaszu i wdowie z Sarepty, a potem o Elizeuszu i Naamanie, aby pokazać, dlaczego w swych rodzinnych stronach nie został uznany za proroka.